# Henrik Bachner
Carl-Henrik Bachner, född 12 november 1959 i Stockholm, är en svensk idéhistoriker, författare, föreläsare och fri skribent med inriktning på studier av antisemitism. Bachner avlade filosofie doktorsexamen i idéhistoria vid Lunds universitet 1999 med avhandlingen Återkomsten: antisemitism i Sverige efter 1945. I denna presenterar han en tes om en långtgående kontinuitet mellan antisemitism och antisionism efter andra världskriget.
Bachner var, tillsammans med Jonas Ring, författare till den år 2006 publicerade rapporten Antisemitiska attityder och föreställningar i Sverige, som genomfördes på uppdrag av de statliga myndigheterna Forum för levande historia och Brottsförebyggande rådet och som är den första större undersökningen av samtida antisemitism i Sverige.
Bachner gav 2009 ut boken "Judefrågan". Debatt om antisemitism i 1930-talets Sverige (Atlantis). Boken belyser hur antisemitismen som generell och nazitysk företeelse tolkades och förklarades av konservativa, socialdemokratiska och kristna opinioner i Sverige under mellankrigstiden. Studien genomfördes inom ramen för Vetenskapsrådets forskningsprogram "Sveriges förhållande till nazismen, Nazityskland och Förintelsen"